# La esquina (película)
La esquina es una película de comedia colombiana de 2004 dirigida por Raúl García con guion de Enrique Carriazo y Dago García y protagonizada por Fabio Rubiano, Enrique Carriazo, Fernando Arévalo, Jairo Camargo, Mérida Urquía, Rafael Bohórquez, Consuelo Moure y Juan Ángel.

## Sinopsis
La trama sigue la historia de Fernando y Miguel, dos populares cómicos. La ruptura entre ambos se presenta cuando el "Rey de la Comedia" le propone a Fernando trabajar con él. Miguel, en un comienzo satisfecho con la situación, se cierne en un estado de soledad y culpa que le obligan a buscar nuevamente a su amigo y compañero de profesión.

## Reparto
- Enrique Carriazo como Miguel.
- Fabio Rubiano como Fernando.
- Jairo Camargo como el "Rey de la Comedia".